# Barbantes (Cenlle)
Barbantes (llamada oficialmente Santo Antonio da Barca de Barbantes) es una parroquia y un lugar del municipio español de Cenlle, en la provincia de Orense, Galicia.

## Toponimia
La parroquia también es conocida por el nombre de San Antonio de Barbantes.

## Organización territorial
La parroquia está formada por una entidad de población:
- Barbantes (A Barca de Barbantes)

## Demografía
Gráfica demográfica del lugar y parroquia de Barbantes según el INE español:
| Gráfica de evolución demográfica de Barbantes entre 2000 y 2022 |
|                                                                 |
| Datos según el nomenclátor publicado por el INE.                |